# スーパーレンズ

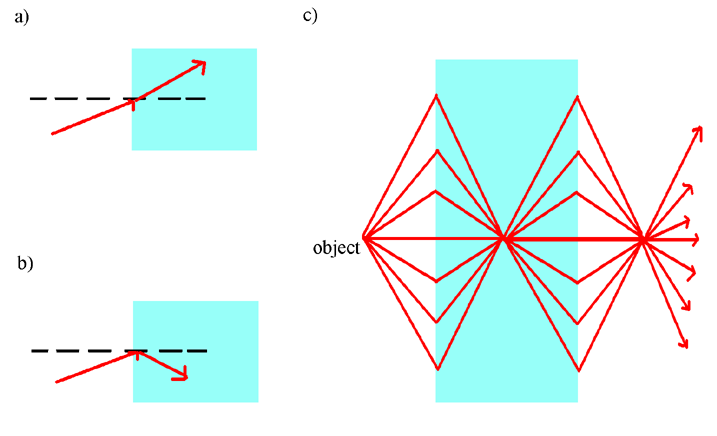
a）光が真空に対し正の屈折率の媒質を通るとき。 b）負の屈折率の媒質を通るとき。 c）n = −1 の媒質の前に光源を置くと、光が内向きに屈折され、レンズの内部と外部にそれぞれ焦点が生じる。 これにより、超解像が達成される。

スーパーレンズ（英: Superlens）または完全レンズ（かんぜんれんず、英: Perfect lens）とは、負の屈折率 n = −1 を持つメタマテリアルで構成された平板型のレンズである。

## 概要
スーパーレンズは理想的には無限の解像度が達成可能である。これは、負の屈折率を持つ媒質中におけるエバネッセント波の増幅効果を利用したものであり、波数の大きいエバネッセント波が情報を伝えることで超解像が実現できる。
なお、エバネッセント波のエネルギー流束は進行方向成分を一切持たないため、エネルギーが増幅されることはない。ポインティング・ベクトルは進行方向に対して垂直である。 また、完全レンズの中の進行波の場合、ポインティング・ベクトルは位相速度とは反対の方向を指す。
ただし、解像度が無限になるのはあくまで損失が全くないことを想定した理論上のことであって、実際には以下の制約が存在する。
{\displaystyle \Delta ={2\pi d \over |\ln(n''/2)|}}
ここで、d は距離、n″  は屈折率の虚数成分であり、即ちレンズにおける損失を表す。
レンズにおける損失が対数関数的になっていることに注意。
この式から、完全レンズの解像度は波長に依存せず、また高い解像度を得るためには距離を近づけるかレンズの損失を非常に低くしなければならないことがわかる。
この制約は、丁度エバネッセント波による超解像における距離およびセンサ感度と解像度限界の関係に類似する。
結局、エバネッセント波を利用する以上完全レンズもまたエバネッセント波の性質に由来する問題を回避することはできない。
対策として、メタ原子の最適化や超伝導体によるメタマテリアルの構成があげられる。
また、負の屈折率を用いた曲面レンズも存在するが、これはNA値を最大化するもので、本項のスーパーレンズとの類似性は低い。

## ハイパーレンズとfar-fieldスーパーレンズ
スーパーレンズの他に、同じくメタマテリアルで構成されたハイパーレンズとfar-fieldスーパーレンズが存在するが、これはエバネッセント波を伝搬光に変換することによって遠距離に拡大した像を結像させることに成功している。
ハイパーレンズはエバネッセント波を増幅することなく、伝搬光に変換する。
far-fieldスーパーレンズはエバネッセント波を増幅後、レンズから出た後に伝搬光に変換される。
両者とも像が拡大されることでエバネッセント波を用いなくても高い解像度を保持できるようにしている。
このため、距離を置くことが出来るのはレンズから像を結ぶまでの間隔であって、観測対象となる物体自身に関してはレンズに近づける必要がある。